# Peter Dickinson
Peter Dickinson, född 16 december 1927 i Livingstone, Nordrhodesia, död 16 december 2015 i Winchester, Hampshire, var en brittisk författare. 
Dickinson kom till England vid 7 års ålder. Senare studerade han litteratur vid Cambridge. I 17 år skrev han för skämttidningen Punch, bland annat recensioner av science fiction och deckare, medan han drömde om att själv bli författare. År 1968 debuterade han dels med ungdomsboken Regnmakaren, dels detektivromanen "Skin deep".
Han skrev barn- och ungdomsböcker och detektivromaner. Ungdomsböckerna har drag av science fiction och fantasy. Mötet mellan skilda kulturer är ett viktigt tema, ett annat är religionen. I Tulku skildras buddhismen, men Dickinson själv verkade luta åt panteismen.
Peter Dickinson dog samma dag som han fyllde 88 år.